# Ibrahima Ba
Ne doit pas être confondu avec Ibrahim Ba.
Ibrahima Bâ, né le 23 novembre 1984, est un footballeur international sénégalais, jouant au poste milieu défensif.

## Biographie
Ibrahima Ba est le cousin d'Ibrahim Ba, l'ex-joueur des Girondins de Bordeaux, du Milan AC et de l'OM. Il compte deux sélections pour l'équipe du Sénégal. En décembre 2014, il signe à l'AC Arles-Avignon en provenance d'Istres. Après seulement quelques mois où sa nouvelle formation connaît une relégation administrative en plus de l'aspect sportif, il rejoint l'AFC Tubize pour deux ans.

## Palmarès
CS Sfaxien
- Championnat de Tunisie
  - Vainqueur :  2005
- Coupe de Tunisie
  - Vainqueur : 2004